# Терпигорьево (Сергиево-Посадский район)
Терпигорьево — деревня в Сергиево-Посадском районе Московской области России, входит в состав сельского поселения Березняковское.

## Население
| 1859 | 1895 | 1905 | 1926 | 2002 | 2006 | 2010 |
| ---- | ---- | ---- | ---- | ---- | ---- | ---- |
| 84   | ↘69  | ↘21  | ↗89  | ↘12  | ↘9   | ↘8   |

## География
Деревня Терпигорьево расположена на севере Московской области, в восточной части Сергиево-Посадского района, примерно в 67 км к северу от Московской кольцевой автодороги и 15 км к северо-востоку от станции Сергиев Посад Ярославского направления Московской железной дороги, в верховье речки Звенигородки бассейна Клязьмы.
В 1,5 км северо-западнее деревни проходит Ярославское шоссе М8, в 6 км юго-западнее — Московское большое кольцо А108, в 9 км к северу — автодорога Р75 Александров — Владимир. Ближайшие сельские населённые пункты — деревни Гальнево, Истомино и Суропцово.

## История
В «Списке населённых мест» 1862 года — владельческая деревня 2-го стана Александровского уезда Владимирской губернии по правую сторону Ярославского шоссе от границы Дмитровского уезда к Переяславскому, в 26 верстах от уездного города и 30 верстах от становой квартиры, при колодцах, с 12 дворами и 84 жителями (36 мужчин, 48 женщин).
По данным на 1895 год — деревня Рогачёвской волости Александровского уезда с 69 жителями (33 мужчины, 36 женщин). Основным промыслом населения являлось хлебопашество, в зимнее время женщины и подростки занимались размоткой шёлка и клеением гильз, 13 человек уезжали в качестве рабочих на отхожий промысел на фабрики Александровского уезда.
По материалам Всесоюзной переписи населения 1926 года — деревня Гальневского сельсовета Рогачёвской волости Сергиевского уезда Московской губернии в 6,4 км от Ярославского шоссе и 7,5 км от станции Бужаниново Северной железной дороги; проживало 89 человек (36 мужчин, 53 женщины), насчитывалось 18 крестьянских хозяйств.
С 1929 года — населённый пункт Московской области в составе:
- Дивовского сельсовета Сергиевского района (1929—1930)[12],
- Дивовского сельсовета Загорского района (1930—1954)[13],
- Бужаниновского сельсовета Загорского района (1954—1963, 1965—1991)[13][14][15],
- Бужаниновского сельсовета Мытищинского укрупнённого сельского района (1963—1965)[14],
- Бужаниновского сельсовета Сергиево-Посадского района (1991—1994)[15],
- Бужаниновского сельского округа Сергиево-Посадского района (1994—2006)[16],
- сельского поселения Березняковское Сергиево-Посадского района (2006 — н. в.)[17][18].